# Juan Pujol Martínez
Juan Pujol Martínez (La Unión, 1883 - Madrid, 1967) fue un poeta, novelista y periodista español. Corresponsal bélico durante la Primera Guerra Mundial, desarrolló una amplia carrera periodística y con posterioridad llegaría a ser director de periódicos como Informaciones o Madrid. Durante la Segunda República fue diputado en Cortes.

## Biografía
Nacido en la localidad murciana de La Unión el 23 de diciembre de 1883. Tras terminar la carrera de Derecho en Barcelona se adhiere a la causa anarquista, para pasar poco después a la democracia cristiana y, por último, al fascismo. 
Al iniciarse la Primera Guerra Mundial, Pujol está de lleno metido en el periodismo, apoyando con sus artículos a la causa alemana. Llega a ser corresponsal de guerra de El Imparcial y ABC en París, Londres, Bélgica, Polonia, Italia y Turquía; más tarde, él mismo editaría sus reportajes bélicos. Más adelante dirigiría el diario germanófilo La Nación.
De dicha corresponsalía nacieron unas crónicas, recogidas luego en tres volúmenes: De Londres a Flandes: con el ejército alemán en Bélgica (1915), De Galitzia y el Isonzo; con los ejércitos del general von Mackensen y del archiduque Eugenio de Austria (1916), La guerra (1917), conjunto de cuentos, narraciones y crónicas, fruto de su estancia rumano-turca. En Horrores y tristezas recoge una visita a las trincheras rusas, escenario de victorias austríacas, recogiendo lo instantáneo de la muerte. En La batalla de Przemysl sobrevive la calma narrativa en su deseo de fusión con la naturaleza. En Un campo de batalla, los cadáveres están recompuestos con miembros de otros soldados. Para Wenceslao Fernández Flórez el clímax terrorífico lo alcanza en La batalla de Isonzo, obra por él considerada como un ejemplo modélico de una crónica bélica.
Feroz antisemita, fue director de la publicación Informaciones —entre 1931 y 1936—, principal órgano de la propaganda nazi en España. De hecho, algunos artículos eran redactados realmente en Alemania (el 26 de abril de 1933 el diario publica un escrito del mismo Hitler titulado Por qué soy antisemita), y desde 1934 se recibían importantes subvenciones económicas del régimen nazi a través de su embajada en España. 
En 1933 se afilió a las JONS y ayudó a fundar, junto con el periodista filofascista Manuel Delgado Barreto, el semanario El Fascio, apoyados por el financiero y conspirador antirrepublicano Juan March. Informaciones, del que Pujol era director, ya era propiedad del empresario mallorquín desde 1925.
También fue colaborador de la revista Acción Española. Redactó el manifiesto golpista del general Sanjurjo durante el Golpe de Estado de 1932, conspiración en la que colaboró junto a Juan March y Alejandro Lerroux, aunque finalmente los tres se retirarían poco antes del golpe. Durante la Segunda República fue diputado en varias ocasiones: en las elecciones de 1931 fue elegido diputado por Madrid en las listas de la católica Acción Popular (AP), y diputado por Mallorca en las listas de la CEDA.
En 1936, tras el comienzo de la Guerra civil, la Junta de Defensa de Burgos le designa jefe de Prensa y Propaganda. Desde este puesto, denunció al periodista conservador Fernando Sánchez Monreal —padre de Fernando Sánchez Dragó— y como consecuencia, este sería fusilado por los sublevados en noviembre de 1936. El 29 de septiembre de 1936 es relevado al frente de la Oficina de Prensa por Millán-Astray, y entre diciembre de 1936 y febrero de 1937 publicó una serie de artículos en ABC de fuerte contenido antisemita (afirmaba que España «está guerreando contra la Judería universal», entre otras proclamas).
Fue amigo de Manuel Machado y Ramiro de Maeztu, escritores que también se habían decantado por la causa franquista. Tras la victoria franquista en la guerra, entre 1939 y 1944 dirige el diario Madrid. Falleció en Madrid el 22 de enero de 1967.

## Familia
Hijo de un comerciante catalán y de una cartagenera, tuvo un hermano —Pedro— que también se dedicó al periodismo.

## Obra literaria
Su obra poética consta de dos libros, Ofrenda a Astartea y Jaculatoria, ambos publicados en Cartagena (España) en 1905 y 1910 respectivamente. Sus poemas, de corte modernista, están dedicados a los amigos de entonces: Darío, Villaespesa, los Machado, Sawa, Eugénio de Castro, etc. 
También es modernista en sus novelas cortas (Cuando la nave partió; El hoyo en la arena, de contenido antisemita; El ladrón; Una mancha en la familia; Doña Milagros; La noche de Venecia; La aventura de los ojos claros; Humo de opio; La sirena cautiva; Yo soy revolucionario; Aquel mocito barbero y La noche inolvidable), escritas entre 1924 y 1934 para las colecciones "La Novela de Hoy," "La Novela de la Noche" y "La Novela de la Guerra." 
En 1953, como reconocimiento a sus servicios, se le otorga el premio de Periodista de Honor, y en 1959 el Premio de Periodismo Jaime Balmes.